# Palm Valley (Texas, Cameron megye)
Palm Valley város az USA Texas államának Cameron megyéjében. Lakosainak száma 1413 fő (2020. április 1.).

## Népesség
A település népességének változása:
| Lakosok száma | 1298 | 1304 | 1413 |
|               | 2000 | 2010 | 2020 |